# Lycaena lycidas
Lycaena lycidas är en fjärilsart som beskrevs av Moritz Balthasar Borkhausen 1788. Lycaena lycidas ingår i släktet Lycaena och familjen juvelvingar. Inga underarter finns listade i Catalogue of Life.